# جبل مخروطي

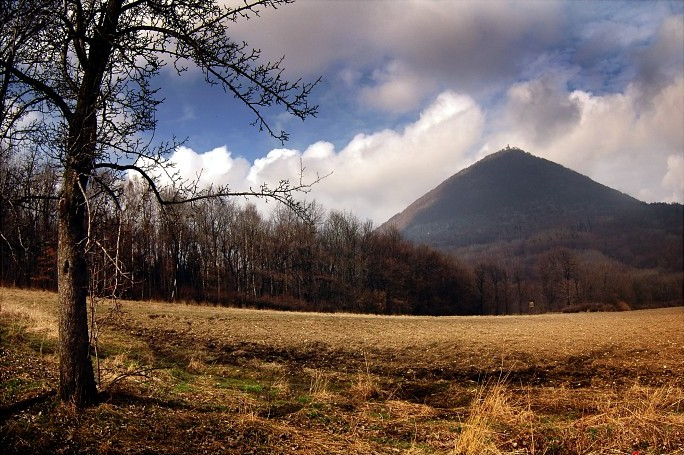
تل ميليسوفكا في المرتفعات الوسطى البوهيمية.

الجبل المخروطي (بالإنجليزية: conical mountain)‏، هو شكل أرضي ذو شكل مخروطي واضح. عادة ما تكون معزولة أو ترتفع فوق التلال المحيطة الأخرى، وغالبًا، ولكن ليس دائمًا، من أصل بركاني.
تظهر التلال أو الجبال المخروطية بأشكال مختلفة وليست بالضرورة مخاريط ذات شكل هندسي، بعضها على شكل برج أو لها منحنى غير متماثل على جانب واحد من التل. ومع ذلك، عادةً ما يكون لها قاعدة دائرية وجوانب ناعمة بتدرج يصل إلى 30 درجة. تم العثور على هذه الجبال المخروطية في جميع المناطق التي تشكلت بركانيًا في العالم مثل المرتفعات البوهيمية الوسطى في جمهورية التشيك، ورون في ألمانيا أو جبال الكتلة الوسطى في فرنسا.